# Denis Sergejewitsch Parschin
Denis Sergejewitsch Parschin (russisch Денис Сергеевич Паршин; * 1. Februar 1986 in Andropow, Russische SFSR) ist ein russischer Eishockeyspieler, der seit 2024 bei Metallurg Schlobin aus der belarussischen Extraliga unter Vertrag steht und dort auf der Position des linken Flügelstürmers spielt.

## Karriere
Denis Parschin begann seine Karriere als Eishockeyspieler in der Nachwuchsabteilung des HK ZSKA Moskau, für dessen Profimannschaft er in der Saison 2003/04 sein Debüt in der Superliga gab. In seinem Rookiejahr erzielte er in 27 Spielen zwei Tore und gab vier Vorlagen. Anschließend wurde er im NHL Entry Draft 2004 in der dritten Runde als insgesamt 72. Spieler von den Colorado Avalanche ausgewählt, für die er allerdings nie spielte. Ebenso wenig spielte er für die Huskies de Rouyn-Noranda, die ihn im CHL Import Draft desselben Jahres an Gesamtposition 42 gezogen hatten. Stattdessen blieb der Flügelspieler bei ZSKA, bei dem er sich zu einem der Führungsspieler innerhalb der Mannschaft entwickelte.

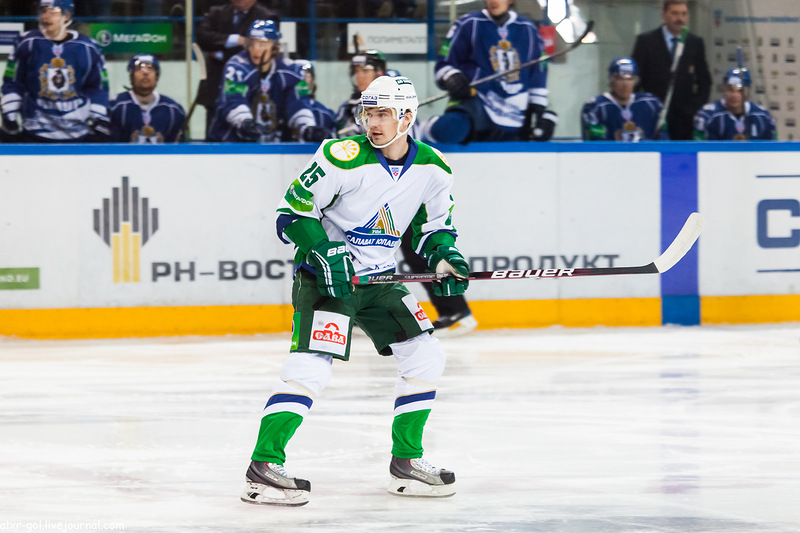
Denis Parschin im Trikot von Salawat Julajew Ufa

Ab der Saison 2008/09 nahm Parschin mit dem HK ZSKA am Spielbetrieb der neu gegründeten Kontinentalen Hockey-Liga teil. Besonders in der Saison 2009/10, in der er einer der Assistenzkapitäne von ZSKA war, konnte er mit 44 Scorerpunkten in 59 Spielen überzeugen. Aufgrund seiner guten Leistungen wurde er zudem für das KHL All-Star Game nominiert.
Im Oktober 2012 tauschte ihn der ZSKA gegen Igor Grigorenko von Salawat Julajew Ufa. Für Salawat absolvierte Parschin bis Saisonende 25 KHL-Partien, ehe er am 6. Mai 2013 zusammen mit Sergei Sentjurin im Tausch gegen Dmitri Makarow an den Torpedo Nischni Nowgorod abgegeben wurde. Bei Torpedo verbrachte er die Saison 2013/14 und zeigte dabei erneut ansprechende Leistungen, so dass er im Mai 2014 vom HK Awangard Omsk verpflichtet wurde.
Zwischen 2016 und 2017 spielte Parschin erneut in Ufa, ehe er zwei weitere Spielzeiten bei Torpedo Nischni Nowgorod unter Vertrag stand. Im Mai 2019 wurde er zusammen mit zwei weiteren Torpedo-Spielern vom HK Metallurg Magnitogorsk verpflichtet. Der Russe verblieb bis zum Februar 2020 dort, ehe er zum HC Košice in die slowakische Extraliga wechselte. In Košice beendete er die Saison, ehe sich der Flügelstürmer sich im August 2020 Dinamo Riga aus der KHL anschloss. Im September 2021 kehrte Parschin schließlich wieder zum HC Košice zurück.
Weitere Stationen in Russland waren Neftechimik Nischnekamsk und HK Jugra Chanty-Mansijsk, ehe Parschin im November 2022 abermals zum HC Košice wechselte und mit diesem die slowakische Meisterschaft 2023 gewann. Anschließend erhielt er einen Vertrag beim HC 19 Humenné, ein jahr später bei Metallurg Schlobin aus der belarussischen Extraliga.

### International
Für Russland nahm Parschin im Juniorenbereich an der U18-Junioren-Weltmeisterschaft 2004 sowie der U20-Junioren-Weltmeisterschaft 2005 teil. Im Seniorenbereich stand er 2007 und 2009 im Aufgebot Russlands bei der Euro Hockey Tour.

## Erfolge und Auszeichnungen
- 2010 Teilnahme am KHL All-Star Game
- 2014 Teilnahme am KHL All-Star Game
- 2015 Teilnahme am KHL All-Star Game
- 2018 Teilnahme am KHL All-Star Game
- 2023 slowakischer Meister mit dem HC Košice

### International
- 2004 Goldmedaille bei der U18-Junioren-Weltmeisterschaft
- 2005 Silbermedaille bei der U20-Junioren-Weltmeisterschaft

## Statistik
(Stand: Ende der Saison 2020/21)